# 依蘭道
依蘭道（いらん-どう）は中華民国北京政府により設置された吉林省の道。

## 沿革
1913年（民国2年）1月に東北路道として設置。観察使は依蘭県に置かれ、下部に依蘭、同江、密山、虎林、綏遠、樺川、富錦、饒河、方正、穆棱の10県を管轄した。1914年（民国3年）5月28日に、観察使は道尹と改められた。1915年（民国4年）4月に宝清県が新設されている。1929年（民国18年）2月に廃止されている。

## 行政区画
廃止直前の下部行政区画は下記の通り。（50音順）
- 依蘭県
- 樺川県
- 虎林県
- 饒河県
- 綏遠県
- 同江県
- 富錦県
- 方正県
- 宝清県
- 密山県
- 穆棱県